# Menace en droit pénal français
Pour des articles plus généraux, voir Menace (droit) et Menace de mort.
En droit pénal français, la menace doit être distinguée de l’injure et de la diffamation. L’injure désigne une offense qui ne renferme l’imputation d’aucun fait précis (article 2 de la loi de 1881). Exemple d’injure : le fait de s’en prendre au physique ou au prénom du personne.
La diffamation est une parole offensante renfermant l’imputation d’un fait précis, qu’il soit délictueux ou non. Par exemple, le fait d’accuser quelqu’un de pédophilie. L’injure pas plus que la diffamation ne comporte une intention de nuire à la personne visée, que ce soit sur sa propre personne ou sur ses biens. C’est en cela qu’elles ne doivent pas être confondues avec la menace.

## Notions[2]
Comme toute communication interpersonnelle telle que le téléphone, le courrier électronique peut également être le moyen de menacer une personne. Autrement dit, un internaute peut recevoir sur sa boîte de courrier de manière répétitive plusieurs messages désobligeants, agressifs ou menaçants axés souvent sur le sexe, la religion ou la race. Ce type de comportement est pénalement réprimé par les articles 222-17 et 222-18 du code pénal.

## Sanctions
Du point de vue de la répression, la menace de commettre un crime ou un délit contre les personnes dont la tentative est punissable, est punie de six mois d'emprisonnement et de 7 500 € d'amende lorsqu'elle est soit réitérée, soit matérialisée par un écrit, une image ou tout autre objet (C. pén., art. 222-17, al. 1er). La peine est portée à trois ans d'emprisonnement et à 45 000 € d'amende s'il s'agit d'une menace de mort (C. pén., art. 222-17, al. 2). Lorsqu'il s'agit d'une menace avec ordre, l'article 222-18 du code pénal la punit de trois ans d'emprisonnement et de 45 000 € d'amende. Cette peine est portée à cinq ans d'emprisonnement et à 75 000 € d'amende en cas de menace de mort avec ordre.

## Circonstances aggravantes
Lorsque les menaces sont commises en raison de l'appartenance ou de la non-appartenance, vraie ou supposée, de la victime à une ethnie, une nation, une race ou une religion déterminée (C. pén., art. 222-18-1) ou par le conjoint, le concubin ou le partenaire pacsé de la victime (art. 222-18-3), les menaces prévues à l'article 222-17, alinéa 1er, du code pénal sont punies de deux ans d'emprisonnement et de 30 000 € d'amende, celles prévues à l'article 222-17, alinéa 2, et à l'article 222-18, alinéa 1er, sont punies de cinq ans d'emprisonnement et de 75 000 € d'amende, et celles prévues par l'article 222-18, alinéa 2, du même code sont punies de sept ans d'emprisonnement et de 100 000 € d'amende. Les mêmes peines sont encourues lorsque les menaces sont proférées en raison de l'orientation sexuelle vraie ou supposée de la victime .
Personne morale. - En vertu de l'article 222-18-2 du code pénal, les personnes morales peuvent être déclarées pénalement responsables de l'ensemble de ces infractions.

## Exemples
Plusieurs exemples de l'utilisation d'Internet pour proférer des menaces peuvent être donnés. D'abord, un propriétaire de pittbulls a été condamné à deux mois de prison avec sursis pour avoir proféré des menaces de mort envers le député André Santini sur le site internet de ce dernier sur le fondement de l'article 222-17 du code pénal. Les magistrats ont considéré qu'un message diffusé sur un site web constitue une matérialisation par « un écrit, une image ou tout autre objet » . Parfois, les menaces peuvent être dirigées contre les biens tout en étant dangereuses pour les personnes. C'est ce que le tribunal correctionnel d'Avignon (T. corr. Avignon, 11 déc. 2007, www.lexpress.fr) a retenu à l'encontre d'un jeune homme condamné pour menaces de destruction de biens mobiliers sur le fondement de l'article 322-12 du code pénal parce qu'il avait menacé de « brûler des maisons et de tout brûler dedans » dans une vidéo sur Dailymotion.

« Personne morale. - En vertu de l'article 222-18-2 du code pénal, les personnes morales peuvent être déclarées pénalement responsables de l'ensemble de ces infractions. »